# Aspidosperma pichonianum
Aspidosperma pichonianum är en oleanderväxtart som beskrevs av R. E. Woodson. Aspidosperma pichonianum ingår i släktet Aspidosperma och familjen oleanderväxter. Inga underarter finns listade i Catalogue of Life.